# 二項検定
二項検定（にこうけんてい、英: binomial test）は、2つのカテゴリに分類されたデータの比率が、理論的に期待される分布から有意に偏っているかどうかを、二項分布を利用して調べる統計学的検定であり、確率を直接求める方法（正確確率検定）の一つである。

## 使用法
二項検定はある事象の成功確率 {\displaystyle \pi } に関する仮説：
{\displaystyle H_{0}:\pi =\pi _{0}}
を検定するために使われる。ここで、 {\displaystyle \pi _{0}} は検定者によって与えられる 0 から 1 の間の値である。
標本サイズ {\displaystyle n} のうち実際の成功回数が {\displaystyle k} である場合、二項分布の公式から、この値が得られる確率は、
{\displaystyle Pr(X=k)={\binom {n}{k}}p^{k}(1-p)^{n-k}}
である。もしも帰無仮説 {\displaystyle H_{0}} が正しかったならば、成功回数の期待値は {\displaystyle n\pi _{0}} となる。このとき、成功回数として {\displaystyle k} と同じかそれよりも極端な結果が得られる確率を考えることで、この検定の {\displaystyle p} 値を求めることができる。片側検定の場合、これは素直に計算できる。いま検定したいものが {\displaystyle \pi <\pi _{0}} かどうかであると仮定すると、 {\displaystyle p} 値は以下のようになる：
{\displaystyle p=\sum _{i=0}^{k}Pr(X=i)=\sum _{i=0}^{k}{\binom {n}{i}}\pi _{0}^{i}(1-\pi _{0})^{n-i}}
また、 {\displaystyle \pi >\pi _{0}} についても同様の計算を行うことができる。
両側検定の {\displaystyle p} 値の計算はこれよりも少し複雑になる。なぜならば、二項分布は {\displaystyle \pi _{0}\neq 0.5} のとき対称ではないため、単に片側検定の {\displaystyle p} 値を 2 倍にすればよいわけではないからである。ここで、我々が対象としたい事象は観測されたものと同じかそれ以上に極端な事象であることを思い出すと、結局、我々が考慮すべき確率は、 {\displaystyle X=k} と同じかそれよりも起こりにくい事象が得られる確率である。そのような事象の全体を {\displaystyle {\mathcal {I}}=\{i:Pr(X=i)\leq Pr(X=k)\}}とおくと、両側検定の {\displaystyle p} 値は次のように計算できる：
{\displaystyle p=\sum _{i\in {\mathcal {I}}}Pr(X=i)=\sum _{i\in {\mathcal {I}}}{\binom {n}{i}}\pi _{0}^{i}(1-\pi _{0})^{n-i}}

## 典型的な使用法
二項検定は特に、2 カテゴリが同じ確率で起こることを帰無仮説とする場合（{\displaystyle H_{0}:\pi =0.5}）、例えばコイントスなどでよく使われる。この場合を特に符号検定という。このような場合に各カテゴリの観測値の値の組から有意さを求めることのできる表は広く入手可能である。ただし、以下の例が示すように、二項検定はこの場合に限定されているわけではない。
カテゴリが 3 つ以上で正確確率検定が必要な場合には、二項分布でなく多項分布を基本にした検定法（多項検定）が必要である 。

## 標本サイズが大きい場合
以下の例のように標本サイズが大きい場合には、二項分布は扱いやすい連続分布で良く近似される。そこで計算の便利な方法としてピアソンのカイ二乗検定やG検定が用いられる。しかし標本サイズが小さいとこの近似は使えないので二項検定が必要になる。
最も一般的な（そして最も簡単な）近似は標準正規分布によるもので、その場合、以下で与えられる検定統計量 {\displaystyle Z} に対する z 検定 が行われる：
{\displaystyle Z={\frac {k-n\pi }{\sqrt {n\pi (1-\pi )}}}}
ここで、 {\displaystyle k} は標本サイズ {\displaystyle n} のうち観測された成功回数であり、 {\displaystyle \pi } は帰無仮説における成功確率である。この近似は、連続性補正を導入することで改善できる：
{\displaystyle Z={\frac {k-n\pi \pm {\frac {1}{2}}}{\sqrt {n\pi (1-\pi )}}}}
{\displaystyle n} が非常に大きい場合はこの連続性補正は重要ではないが、正確二項検定が使えないくらいのほどほどの値の場合、大幅に正確な結果が得られる。

## 二項検定の例
ある一つのサイコロの出目に依存し、特に 6 を出すことが特別に重要なボードゲームがあるとしよう。このとき、サイコロがイカサマであるかを確認することを考える。ある試合において、サイコロを 235 回振ったところ、 6 の目は 51 回出たとする。サイコロが公平ならば、6の目は
{\displaystyle 235\times 1/6=39.17}
回出ると期待できる。ここで我々は、 6 の目が出た数が、サイコロが公正だった場合に純粋な偶然によって平均的に期待される値よりも大きいことを観測したことになる。しかし、その数は、このサイコロの公平性について我々が何か結論を出せるほど有意に高いのだろうか？この質問は、二項検定によって答えることができる。ここでの帰無仮説は、サイコロが公平であるということになるだろう（そのとき、サイコロの各数字の出現確率は 1/6 である）。
この質問に対する二項検定では、以下の二項分布を使って {\displaystyle p} 値を求める：
{\displaystyle B(n=235,p=1/6)}
確率質量分布は：
{\displaystyle f(k,n,p)=\Pr(k;n,p)=\Pr(X=k)={\binom {n}{k}}p^{k}(1-p)^{n-k}}
今回は期待値よりも大きい値を観測したので、求める {\displaystyle p} 値は帰無仮説のもとで 6 の目が 51 回もしくはそれ以上出る確率となる。これは片側検定である（ここでは 6 の目の割合が期待されるよりも「有意に高いかどうか」を問題にしている）。この確率は、帰無仮説のもとで  235 回のうち 6 の目が 51 回、さらに 52 回、 53 回、・・・、 235 回と出る確率をそれぞれ求め、これらをすべて合計することで求められる：
{\displaystyle \sum _{i=51}^{235}{235 \choose i}p^{i}(1-p)^{235-i}=0.02654}
有意水準を 5% としておけば、この {\displaystyle p} 値はそれより小さい（0.02654 < 5%）から、「帰無仮説を棄却する」、つまり「さいころは公平でない」と結論付けるために十分な証拠があると言える。
通常、サイコロの公平性を検定する場合、上の片側検定で考慮したような 6 の目の割合が「有意に高いかどうか」だけではなく、 6 の目の割合が「有意に低いかどうか」にも関心がある。これらの両方の偏りを考慮するためには、両側検定を使う。この例では、両側検定の {\displaystyle p} 値は 0.0437 となり、片側検定と同じく 5% の有意水準で有意、すなわちこのサイコロで出た 6 の目の数は期待される数と有意に異なると示される。